# الغزو المغولي الأول للمجر
بدأ الغزو المغولي الأول للمجر في مارس 1241، بينما بدأت عمليات الانسحاب في أواخر مارس 1242.

## الخلفية

### الغزو المغولي لأوروبا
علِم المجريون بالتهديد المغولي للمرة الأولى في عام 1229، عندما منح الملك أندراس الثاني بعض البويار الروس الهاربين حق اللجوء. ظلّ بعض المجريين (الهنغاريين)، الذين لم ينتقلوا خلال حركة الهجرة الرئيسية إلى حوض بانونيا، يسكنون ضفاف نهر الفولغا العلوي (يعتقد البعض أن الباشكير المعاصرين هم حقيقةً أحفاد هذه الجماعة، مع أن هذا الشعب يتحدث الآن اللغة الأتراكية، وليس لغة المجر). انطلق الراهب الدومينيكاني جوليان في عام 1237 في بعثة هدفها إعادة المجريين المتبقيين إلى مناطق الملك بيلا، وحمل في عودته رسالةً من باتو خان. تضمنت الرسالة مطالبة باتو بتسليم الملك المجري مملكته دون شروط إلى قوات التتار، مع وعود بإلحاق الدمار الكامل بالمجريين في حال رفض ملكهم هذه المطالب. لم يرسل الملك بيلا أي ردّ، ووصلت رسالتان إضافيتان في وقت لاحق إلى المجر: أُرسلت الأولى في عام 1239 من قبائل كومان المهزومة طالبةً فيها اللجوء من ملك المجر الذي وافق على طلبهم، بينما وصلت الثانية في فبراير 1241 من بولندا التي واجهت حينها غزو قوة مغولية أخرى.

### اللاجئين الكومان
طُرد العديد من الشعوب الكومانية-القفجاقية من سهوبهم باتجاه الغرب أو الجنوب في أعقاب هزيمتهم عام 1239 بعد فترة قصيرة من الغزو المغولي لروسيا. كانت قبيلة كوتان خان إحدى هذه الشعوب؛ قاد كوتان، وفقًا لما ذكره روجيريوس، مجموعةً مؤلفةً من 40000 من الفاميلياس (مصطلح لاتيني يحمل عدة معاني) إلى المجر. تضمّن تفسير بعض المؤرخين لهذا المصطلح تكوّن قبيلة كوتان من 40 ألف عائلة، بينما أشار المؤرخ المجري أندراس بالوزي-هورفاث إلى استيعاب الأرض التي كان من المتوقع استقرار الكومان فيها 17 ألف عائلة فقط، ما يفضي إلى قيادة كوتان نحو 40 ألف شخص في المجمل وليس 40 ألف عائلة. طلب كوتان اللجوء إلى مملكة المجر المجاورة، ووافق الملك على طلبه بشرط تحوّل الكومان إلى الكاثوليكية والإقرار بالملك المجري حاكمًا مطلقًا، وتأديتهم الخدمة العسكرية.
وافق كوتان على شروط الملك بيلا، ووعد بالتحول إلى المسيحية ومحاربة المغول (يشار إليهم باسم «التتار» من قبل المجريين). منحهم الملك بصورة فورية إذنًا بالاستقرار في السهول على طول نهر تيسا، لكن لم ينسجم الكومان بصورة جيدة مع المجر الحضريين بسبب اعتيادهم على الحياة البدوية القائمة على الغارات، إذ اتُّهم الكومان بالعديد من حالات السرقة والاغتصاب. لم يفرض الملك بيلا غالبًا أي عقوبات على تجاوزات الكومان، بسبب تردده في بدء صراع معهم، وتوقعه مسبقًا حدوث غزو مغولي. يُذكر أن سكان المدينة قد اتهموا الكومان بأنهم عملاء للمغول.

## الاستعدادات المجرية

### الغزو
غزت خمسة جيوش مغولية منفصلة المجر في عام 1241. عبر الجيش الرئيسي بقيادة باتو وسوبوتاي ممر فيريكي، بينما عبر جيش قادان وبوري ممر تيهوتا. دخلت قوتان أصغر حجمًا بقيادة بوشيك والنويان بوغوتاي المجر من الجنوب الشرقي، وغزا الجيش المغولي الذي اجتاح بولندا بقيادة أوردا وبايدر المجر من الشمال الغربي.